# Stayenmolen
De Stayenmolen (ook: Staaienmolen of Vettersmolen) is een watermolen op de Molenbeek, gelegen aan Tiensesteenweg 204 nabij de wijk Stayen die deel uitmaakt van Sint-Truiden.
Deze bovenslagmolen fungeerde als korenmolen, en tegenwoordig produceert hij ook elektriciteit.

## Geschiedenis
In 1559 was in documenten voor het eerst sprake van een molen op deze plaats. Het huidige bouwwerk dateert echter voornamelijk van 1865. Het molenhuis is een hoog bakstenen gebouw van drie verdiepingen en een zolder. Zowel het binnenwerk als het buitenwerk zijn nog aanwezig en de molen is maalvaardig. Naast maalstoelen is er ook een haverpletter die door een elektromotor wordt aangedreven.
Behalve het molenhuis zijn er nog enkele andere gebouwen die alle om een binnenplein staan gegroepeerd.
Tot 1980 bleef de molen in bedrijf. In 1997 werd de molen beschermd als monument en, samen met de omgeving, als dorpsgezicht. Van 2009-2010 werden de gebouwen gerestaureerd. Het bovenslagrad, sinds 1912 ingebouwd onder een houten constructie, kwam weer open te liggen. Het binnenwerk werd gerenoveerd. Ook werd toen voorzien in elektriciteitsopwekking (40 MWh/jaar).
De molen is eigendom van particulieren, die er onder meer een kunsthandel exploiteren.
- Inventaris van het Bouwkundig Erfgoed (Vlaanderen): 23056